# 세르지 사르키샨
세르지 아자티 사르키샨(아르메니아어: Սերժ Ազատի Սարգսյան, 문화어: 쎄르쥬 싸르끼쌴, 1954년 6월 30일 ~) 은 아르메니아의 정치인으로 3대 대통령이다.
2008년 2월 19일 대통령 선거에서 자신이 대표를 맡았던 보수 정당인 아르메니아 공화당(HHK)의 지지를 받아 당선되어, 4월 9일 대통령으로 취임하였다. 아르메니아의 국방부 장관, 총리를 역임한 티그란 사르키샨과는 혈연 관계가 없다. 2013년 2월 18일에 이뤄진 대통령 선거에서 연임이 확정되었다. 2018년 퇴임 이후 총리직에 복귀했으나, 며칠 못 가 사임하였다.